# Zenon Nowosz
Zenon Stanisław Nowosz (* 6. Februar 1944 in Warschau) ist ein ehemaliger polnischer Leichtathlet, der international als Sprinter erfolgreich war.

## Karriere
Nowosz wurde 1969, 1970 und 1973 Polnischer Meister im 100-Meter-Lauf sowie 1970 im 200-Meter-Lauf. Außerdem siegte er bei den nationalen Titelkämpfen 1973 und 1974 über 60 Meter in der Halle.
International kam er erstmals bei den Olympischen Spielen 1968 in Mexiko-Stadt zum Einsatz, wo er mit der polnischen 4-mal-100-Meter-Staffel den achten Platz belegte. Im 100-Meter-Lauf schied er im Vorlauf aus. 1969 wurde er in Belgrad Halleneuropameister im 50-Meter-Lauf. Im selben Jahr gewann er im Freien bei den Europameisterschaften in Athen hinter dem Schweizer Philippe Clerc und dem Ostdeutschen Hermann Burde die Bronzemedaille im 200-Meter-Lauf und belegte mit der Staffel den vierten Rang. Bei den Halleneuropameisterschaften in Wien wurde er hinter Walerij Borsow aus der Sowjetunion Zweiter im 60-Meter-Lauf. Im folgenden Jahr sicherte er sich bei den Europameisterschaften in Helsinki mit der 4-mal-100-Meter-Staffel die Silbermedaille und belegte über 100 Meter den fünften Rang.
Nowosz konnte sich bei den Olympischen Spielen 1972 in München für das Finale des 100-Meter-Laufs qualifizieren und wurde Siebter. Mit der Staffel kam er auf den sechsten Platz. Im folgenden Jahr wurde er in Rotterdam Halleneuropameister im 60-Meter-Lauf. Bei den Europameisterschaften 1974 in Rom belegte er mit der 4-mal-100-Meter-Staffel den fünften Platz. Bei den Olympischen Spielen 1976 in Montreal startete er im 200-Meter-Lauf, schied aber bereits in der Viertelfinalrunde aus.
Zum Abschluss seiner Karriere gelang Nowosz noch einmal ein Titelgewinn. Bei den Europameisterschaften 1978 in Prag siegte er gemeinsam mit Zenon Licznerski, Leszek Dunecki und Marian Woronin in der 4-mal-100-Meter-Staffel.